# Schinveldse Bossen

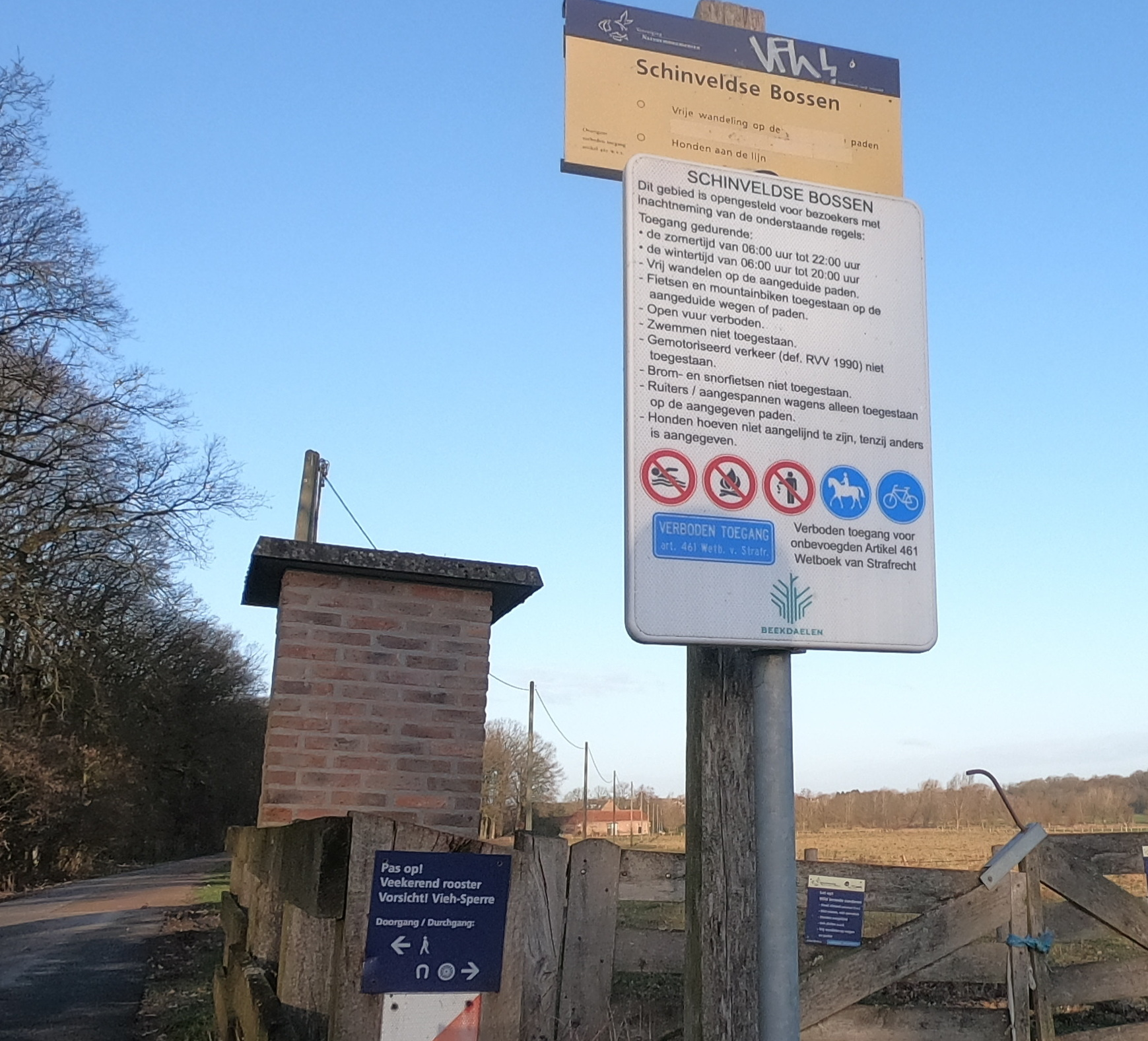
Infotafel

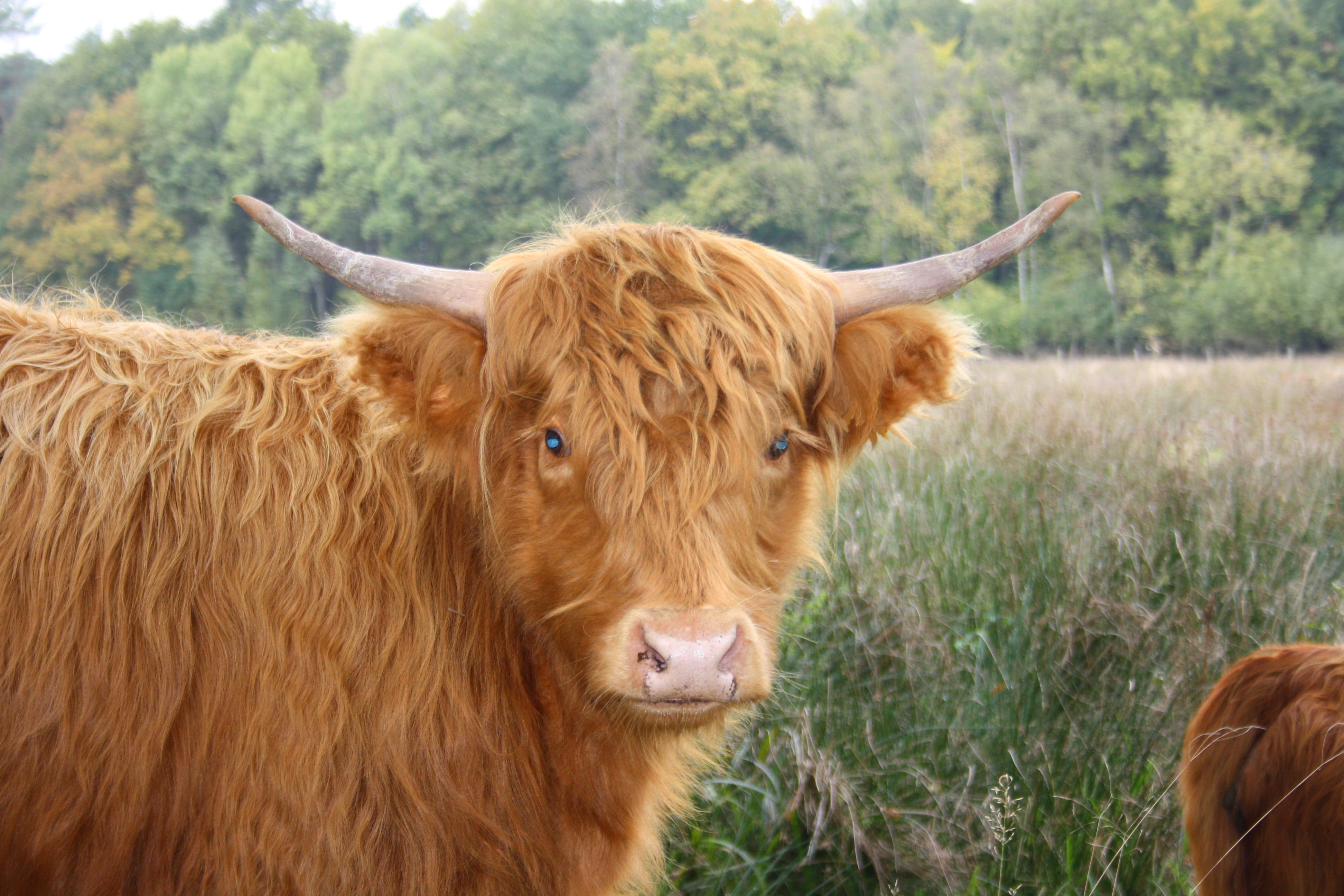
Schotse hooglander in de Schinveldse Bossen

De Schinveldse Bossen is de benaming voor een bosgebied in het noordoosten van de Nederlandse regio Zuid-Limburg, ten noordoosten van de plaats Schinveld, tegen de grens met Duitsland. Het bosgebied is onderdeel van het grensoverschrijdende Heidenatuurpark.

## Geografie
Met een oppervlakte van 308 hectare zijn de Schinveldse Bossen het grootste aaneengesloten stuk bosgebied van de regio, al worden ze her en der wel onderbroken door landbouwgronden en overgebleven kleigroeves. Het gebied is grotendeels eigendom van Natuurmonumenten.
Het bosgebied is deels gelegen op de helling van een beekdal en deels, in het verlengde daarvan, op natte graslanden. Dit alles ligt in het Bekken van de Roode Beek. De Duitse tak van de Roode Beek stroomt langs het noorden van de bos. Het bos is voor haar afwatering echter aangewezen is op het Ruischerbeekje. Aan de noordzijde van het bos bevindt zich verder het zweefvliegveld Leiffenderveld, dat sinds 1974 in gebruik is. In het bos liggen ook een waterwingebied en het openluchtmuseum Nonke Buusjke.

## Flora en fauna
Het noordelijke deel bestaat uit naaldbos (grove dennen), dat begin 20e eeuw werd aangeplant als productiebos op een zandige bodem, waar daarvoor heide groeide. Het zuidelijke en oostelijke deel van het bosgebied bestaat uit loofbos (eiken en beuken) op een lössbodem. De beheerder van het bosgebied is Natuurmonumenten, die het noordelijke deel van het bos ook wil omvormen tot een meer gediversificeerd loofbos.
Plantensoorten in het gebied zijn bijvoorbeeld blauwe bosbes, struikheide en wilde kamperfoelie (de eerste twee in het naaldbos). In het bosgebied komen zoogdieren als boommarter, ree, steenmarter en vos en verder een aantal roofvogelsoorten en de kramsvogel voor. Langs de randen van het bos komt de kleine ijsvogelvlinder voor.

## Kapproblematiek
Over een perceel aan de noordoostzijde van de Schinveldse Bossen, onderdeel van het natuurgebied 'In het Riet', lag de voormalige gemeente Onderbanken, op wier terrein het bosgebied lag, al sinds het begin van de jaren 80 in de clinch met het Ministerie van Defensie, dat hiervan eigenaar is. Defensie wilde in 20 hectare bos een deel van de bomen kappen omdat ze volgens onderzoeken een belemmering vormen voor de vliegveiligheid van de nabijgelegen NAVO-Air Base Geilenkirchen in Duitsland. Onderbanken weigerde echter hiervoor een kapvergunning te verlenen, daar de gemeente een einde wilde maken aan de geluidsoverlast die de overvliegende AWACS-vliegtuigen van de basis maken. Begin 2006 werd met behulp van de NIMBY-procedure (tegen het bestemmingsplan van de gemeente Onderbanken), een Koninklijk Besluit (tegen de provincie Limburg) en een Noodverordening (tegen activisten die het bos hadden bezet en mensen die hen ondersteunden) ervoor gezorgd dat 6 hectare ervan kon worden gekapt, maar later besloot de Raad van State dat zowel de NIMBY-procedure als het Koninklijk Besluit (die beide tegen een vereiste kapvergunning waren ingezet) onrechtmatig waren ingezet door de regering.

## Bezienswaardigheden
- Lammerschans
- Vijfsprongschans
- Russcherleen (schans)